# بوب رايت (لاعب كرة قاعدة)
بوب رايت (بالإنجليزية: Bob Wright)‏ هو لاعب كرة قاعدة أمريكي، ولد في 13 ديسمبر 1891 في مقاطعة ديكاتور في الولايات المتحدة، وتوفي في 30 يوليو 1993 في Carmichael, California ‏ في الولايات المتحدة.

## وصلات خارجية
- بوب رايت على موقعبيزبول رفرنس.كوم (الدوري الرئيسي) (الإنجليزية)
- بوب رايت على موقعبيزبول رفرنس.كوم (الدوري الثانوي) (الإنجليزية)